# Léo Fabrizio
 (mai 2020).
Si vous disposez d'ouvrages ou d'articles de référence ou si vous connaissez des sites web de qualité traitant du thème abordé ici, merci de compléter l'article en donnant les références utiles à sa vérifiabilité et en les liant à la section « Notes et références ».
Leo Fabrizio, né le 17 novembre 1976 à Moudon en (Suisse, est un artiste suisso-italien. Il vit et travaille à Lausanne.
Artiste contemporain et conférencier, sa pratique s'inscrit dans les arts visuels, avec un travail s'articulant autour de la photographie et la fabrication d'images.
Il revendique un travail visant à produire de la pensée et à soulever des questions d'ordre métaphysiques et philosophiques.

## Biographie
Diplômé HES en communication visuelle (Bachelor) avec mention en 2002, il obtient en 2005 un diplôme d'étude post-grade en photographie.
Son travail a reçu plusieurs distinctions, notamment le concours fédéral Swiss Design en 2003, 2006 et 2011, ainsi que par la Fondation Leenaards en 2005.
En 2004, il publie son premier livre monographique Bunkers aux éditions Infolio à Gollion, en Suisse (texte Eric Troncy).
En 2019, après 5 années de recherches, il publie aux éditions Macula un premier ouvrage de son travail sur l'architecte français Fernand Pouillon.
Il enseigne régulièrement dans des écoles d’art, ainsi qu’a l'École polytechnique fédérale de Lausanne en architecture.

## Expositions

### Expositions personnelles
- 2021 : Fernand Pouillon de Marseille à Alger, Centre Photographique Marseille, Marseille, France.
- 2019 : Fernand Pouillon et l'Algérie, Galerie Davel 14 Pully.
- 2019 : Fernand Pouillon et l'Algérie, Rencontre d'Arles.
- 2019 : Bestiaire, Galerie Davel 14 Pully
- 2018 : Dreamworld, Informel Architectes, Lausanne.
- 2013 : ici & ailleurs, espace Abstract, Lausanne, Suisse.
- 2013 : Hypnerotomachia Poliphili, galerie Triple V, Paris, France.
- 2010 : Dreamworld, galerie Triple V, Paris, France.
- 2010 : Archetypal Landscape, Galerie TH13, Fondation d'entreprise Hermès, Berne, Suisse.
- 2008 : Dreamworld, Lyon, septembre de la photographie. La Salle de Bain, France.
- 2008 : Bunkers, Maison de la photographie, Lille, France.
- 2007 : Bunkers, Laznia, Centre for Contemporary Art, Gdansk, Poland. (transfotografia festival).
- 2006 : Bunkers, Galerie Le Granit, Belfort, France.
- 2005 : Bunkers, Galerie Kamel Mennour, Paris, France.
- 2004 : Fluxlaboratory, Genève, Suisse.
- 2004 : Forteresses, Fondation Gianadda, Martigny, Suisse.
- 2004 : Bunkers, Centre de la photographie, Genève, Suisse.

### Expositions collectives
- 2020 : Expérience commune, avec Frei-Rezakhanlou architectes, Librairie Bunq'Inn, Nyon.
- 2019 : Fernand Pouillon d’une rive à l’autre, ENSAPLV, École nationale supérieur d'architecture de Paris la Villette
- 2019 : Connectivités, exposition semi-permanente, MUCEM, Marseille. (commissaires Myriame Morel-Deledalle et Sylvia Amar-Gonzalez)
- 2019 : Mountains and the rise of landscape, Harvard University Graduate School of Design[1], Cambridge. (commissaire Michael Jakob)
- 2018 : Artgenève, booth Macula Ed., Genève.
- 2017 : Collection David H. Brolliet, Fondation Fernet-Branca, Saint-Louis.
- 2017 : Tarnen, täuschen, imitieren, Altefabrik - Kunstzeughaus, Rapperswil. (commissaire Josiane Imhasly)
- 2017 : Objets Risqués, Archipel, Centre De Culture Urbaine, Lyon, France.
- 2017 : Objets Risqués, librairie Volume, Paris.
- 2016 : Inauguration, au 5 rue du Mail, Galerie Triple V, Paris.
- 2014 : Cross Country Show, Kaunas Photo Festival, Lithuania.
- 2014 : Monument, musée des beaux-arts de Calais, France.
- 2013 : Véritablement swiss, 50 jours pour la photographie, Espace Cyril Kobler, Genève.
- 2012 : Portraits de villes, Gwinzegal, Guingamp, France, (commissaire Paul Cottin)
- 2012 : Obsessions, La Filature, Mulhouse (commissaire Nathalie Herschdorfer).
- 2011 : Contre-culture, Musée de l'Élysée, Lausanne.
- 2011 : Paris Photo (Musée de L'Élysée, nouvelles collections).
- 2011 : Prix Fédéral de Design, MUDAC[2], Lausanne.
- 2011 : Where Stand History, galerie Lucy Mackintosh[3], Lausanne.
- 2011 : Nuit des images, Musée de l’Élysée, Lausanne.
- 2010 : Nulle part est un endroit - Centre photographique d’Île-de-France, Pontault-Combault. (commissaire Pascal Beausse)
- 2010 : Camuflajes - Museo del Patrimonio Municipal de Málaga (MUPAM), Malaga.
- 2010 : Madrid Foto, Madrid, Espagne. (Fondation Hermès).
- 2010 : Artbrussels, Bruxelles, Belgique. (galerie Triple V).
- 2009 : FIAC, Paris, France. (galerie Triple V).
- 2009 : Camuflages[4], La Casa Encendida, Madrid, Espagne.
- 2008 : F/Stop 2. Internationales Fotografiefestival Leipzig.
- 2007 : Le Paysage Globalisé, La Filature, Mulhouse, France. (commissaire Paul Cottin).
- 2007 : Orte mit Geschichte, Fotogalerie Wien, Vienne, Autriche.
- 2007 : Arrebato, camara oscura galeria de arte, Madrid, Espagne.
- 2006 : Swiss Design Grant 2006, Museum für Gestaltung, Zurich, Suisse.
- 2006 : In den Alpen, Kunsthaus de Zurich, Zurich, Suisse.
- 2006 : reGeneration, Pingyoa Photography Festival, Chine.
- 2006 : reGeneration: 50 Photographers of tomorrow, Aperture Gallery, New York City, États-Unis.
- 2006 : 50JPG, 50 jours pour la photographie à Genève. Suisse.
- 2006 : Montagnes Magiques, Aix-en-Provence, France. (commissaire Gilles Morat)
- 2005 : reGeneration 50 photographers of tomorrow, Gallery Carla Sozzani, Milan, Italie.
- 2005 : reGeneration 50 photographes de demain, Musée de l'Élysée, Lausanne, Suisse.
- 2005 : The Selection VFG, Zurich, Suisse.
- 2005 : Contrée - FRAC - Poitou-Charentes, Angoulême, France.
- 2004 : Nature of Artifice-9. Mostra Internazionale di Architettura, Biennale de Venise, Italie.
- 2004 : Flash Academy, Maison européenne de la photographie, Paris, France (commissaire Eric Troncy)
- 2004 : « Following & to be Followed », Le Consortium, Dijon, France (commissaire Eric Troncy).
- 2004 : « Interference », centre de la photographie Copenhague, Danemark.
- 2004 : « Interference », Aarhus, Danemark.
- 2003 : Swiss Design Grant 2003, MUDAC, Lausanne
- 2002 : « Bunkers, 29 homotypies », ACM, EPFL, Lausanne, Suisse.
- 2002 : Kunstmuseum des Kantons Thurgau, « Architektur - Landschaf, Zeitgenössiches Bauen im Thurgau ».
- 2002 : Kunsthalle de Berne, « Danger Zone ». Berne, Suisse. (commissaire Bernard Fibicher)

## Prix et concours
- 2011 : Prix fédéral de design, Office fédéral de la culture, Berne, Suisse
- 2006 : Prix fédéral de design, Office fédéral de la culture, Berne, Suisse
- 2005 : Bourses culturelles fondation Leenaards, Lausanne, Suisse
- 2003 : Prix fédéral de design (anciennement bourses fédérales), Office fédéral de la culture, Berne, Suisse.